# Mallorca Championships
El Torneig de Mallorca, conegut oficialment com a Mallorca Championships, és un torneig tennístic professional que es disputa anualment a les pistes de gespa del Mallorca Country Club a Santa Ponça, Calvià, Espanya. Pertany a les sèries 250 del circuit ATP masculí. Se celebra cada any al mes de juny i s'utilitza com a preparació del torneig de Wimbledon.

## Palmarès

### Individual masculí
| Any  | Campió              | Finalista             | Resultat         |
| ---- | ------------------- | --------------------- | ---------------- |
| 2025 | Tallon Griekspoor   | Corentin Moutet       | 7−5, 7−6(3)      |
| 2024 | Alejandro Tabilo    | Sebastian Ofner       | 6−3, 6−4         |
| 2023 | Christopher Eubanks | Adrian Mannarino      | 6−1, 6−4         |
| 2022 | Stéfanos Tsitsipàs  | Roberto Bautista Agut | 6−4, 3−6, 7−6(2) |
| 2021 | Daniïl Medvédev     | Sam Querrey           | 6−4, 6−2         |

### Dobles masculins
| Any  | Campions                          | Finalistes                         | Resultat               |
| ---- | --------------------------------- | ---------------------------------- | ---------------------- |
| 2025 | Santiago González Austin Krajicek | Yuki Bhambri Robert Galloway       | 6−1, 1−6, [15−13]      |
| 2024 | Julian Cash Robert Galloway       | Diego Hidalgo Alejandro Tabilo     | 6−4, 6−4               |
| 2023 | Yuki Bhambri Lloyd Harris         | Robin Haase Philipp Oswald         | 6−3, 6−4               |
| 2022 | Rafael Matos David Vega Hernández | Ariel Behar Gonzalo Escobar        | 7−6(5), 6−7(6), [10−1] |
| 2021 | Simone Bolelli Máximo González    | Novak Đoković Carlos Gómez Herrera | Renúncia               |